# Blocket.se
Blocket.se är en svensk köp- och säljmarknad på internet. Företaget grundades 1996 och ägs av Schibsted. 

## Historik
Blocket grundades 1996 av Henrik Nordström i Fjälkinge, Skåne. Blocket.se startade som en skånsk regional prylmarknad producerad av företaget Multimediaverkstan AB, men i slutet av 1997 lades marknadsplatsen ut över hela Sverige. 
I augusti 2001 lanserade Henrik Nordström betallösningen och började att ta betalt för de privata radannonserna som tidigare varit gratis. I december år 2001 tog Pierre Siri över som VD och köpte 35 procent av aktierna. Den norska mediekoncernen Schibsted köpte blocket.se 2003 för 183 miljoner av de dåvarande aktieägarna Henrik Nordström och Pierre Siri, delägare och VD december 2001– 2006. Vid tiden för köpet hade Blocket två anställda och omsatte 34 miljoner kronor. År 2015 omsatte Blocket AB 874 miljoner kronor, med en vinst på 445 miljoner. Blocket har genom åren lanserats i 36 andra länder.
Enligt uppgifter från 2013 fanns  det cirka en halv miljon annonser ute på Blocket varje dag. Enligt uppgifter från Blocket 2021 hade 7 av 10 svenskar köpt eller sålt någonting på deras webbplats. Blocket hade 2021 cirka fem miljoner unika besökare i veckan.